# Chronik der Stadt Osnabrück/seit 2001
Diese Liste ist eine Teilliste der Chronik der Stadt Osnabrück. Sie listet datierte Ereignisse des 21. Jahrhunderts in Osnabrück auf.

## 2001
- Das Gebäude der ehemaligen Bürgerbräu Brauerei am Gertrudenberg wird abgerissen.[1]
- Die Kläranlagen und die Kanalisation der Stadt werden vom Tiefbauamt an die Stadtwerke Osnabrück abgetreten.[2]
- Ebenerdiges Queren des Neumarktes ist wieder erlaubt.
- 18. April: Die am neuen Markt gelistete Aktiengesellschaft Sunburst meldet beim Amtsgericht Insolvenz an.[3]
- 6. August: Freundschaftsspiel des VfL gegen Bayern München vor 20.000 Zuschauern an der Bremer Brücke zugunsten von Profifußballer helfen Straßenkindern.
- 6. August: Beim Tornado von Belm kommt es auch im Schinkel zu Schäden.[4]
- 18. August: Zum 100. Jubiläum von Karmann wird in der Stadt die längste Carbrioschlange der Welt gebildet. Der neue Rekord überbot mit 1451 Cabrios den alten Guinness-Rekord um das Dreifache.[5]
- 18. September: Die Denkmallok 41 052, welche im Schinkel als Denkmal steht, wird abgebaut und per Tieflader zum Zechenbahnhof am Piesberg gebracht.[6]
- 1. November: Das Parkhaus Bahnhofsgarage geht in Betrieb.
- 1. November: Die Osnabrücker Spielbank wird an der Vitischanze eröffnet.[7]
- 12. Dezember: In der 2. Hauptrunde des DFB-Pokal 2001/02 unterliegt der VfL Osnabrück an der mit 17.500 Zuschauern ausverkauften Bremer Brücke dem Kontrahenten FC Bayern München mit 0:2.[8]

## 2002
- 18. Februar: Entgleisung eines Güterzugs im Fledder, Austritt und Entzündung hochgiftiger Chemikalien (u. a. Acrylnitril) aus mehreren Kesselwagen.[9]
- 3. Mai: Der neue Sitz der Deutschen Stiftung Friedensforschung im Ledenhof wird offiziell eröffnet.[10]
- 4. Mai: Bis zum 12. Mai findet in Osnabrück der 6. Deutsche Chorwettbewerb statt.[11]
- 6. Juli: 150. Osnabrücker Wallfahrt nach Telgte.[12]
- 21. Juli: Im Piepenbrock-Stadion an der Bremer Brücke findet der Oddset-City-Cup statt. Teilnehmer sind der VfL Osnabrück, VfL Wolfsburg und Lokomotive Plowdiw.[13]
- 1. September: Das 1. Osnabrücker Dampflokfest findet am Osnabrücker Hauptbahnhof statt.[14]
- 26. September: Das neu errichtete Zentrum für Umweltkommunikation der Deutschen Bundesstiftung Umwelt wird eröffnet.[15]
- 1. Dezember: Die Hilfsorganisationen @fire – Internationaler Katastrophenschutz wird gegründet, sie hat ihren Sitz in Osnabrück.
- 3. Dezember: Die Ratsmehrheit aus CDU und FDP beschließt gegen den Willen von SPD, Grünen und UWG den Verkauf der OWG (Osnabrücker WohnungsbauGmbH) an die NILEG. Die heutige Tochter der Vonovia zahlte für die 3750 Wohnungen 26 Millionen Euro.[16]

## 2003
- 1. Januar: Die BKK Osnabrück fusioniert mit der BKK Unterweser zur Betriebskrankenkasse Firmus
- März: Die im Gewerkschaftshaus vertretenen Gewerkschaften des DGB wechseln ihren Standort vom Neuen Graben zum vormaligen Sunbursthaus am Hauptbahnhof.[17]
- 3. März: Nach einer Reihe von Brandanschlägen gegen verschiedene Osnabrücker Diskotheken brennt am frühen morgen das Avalon an der Mindener Straße aus.[18]
- 26. März: Grundsteinlegung der Kamp-Promenade.[19]
- 29. März: Zwischen den Rathäusern von Osnabrück und Münster wird von 40.000 Menschen eine Friedenskette gegen den  Irakkrieg geschlossen.[20]
- 9. April: Osnabrück erhält den Zuschlag zur Ausrichtung der Bundesgartenschau 2015 auf dem Piesberg. Aus Kostengründen wurde jedoch im November 2006 auf die Ausrichtung verzichtet.[21]
- 20. Mai: Am Heger Friedhof wird ein Jüdisches Gräberfeld eingerichtet.
- 12. August: Das Hoch Michaela sorgt in Osnabrück für einen neuen Höchsttemperaturrekord: 37,2 °C, gemessen an der DWD-Wetterstation am Ziegenbrink.[22]
- 1. Oktober: Durch die Fusion zur RWE Westfalen-Weser-Ems werden die Niedersächsische Kraftwerke AG aufgelöst.
- 16. Oktober: In Osnabrück gründet sich der Skywarn Deutschland eV.

## 2004
- 17./18. März: Entgleisung eines Güterzugs im Schinkel, Austritt und Entzündung von Propangas aus einem Kesselwagen. Evakuierung aller Anwohner im Umkreis von 500 Metern um die Einsatzstelle. Eine schwerwiegende Explosion kann nur knapp verhindert werden.[23][24]
- 2.–4. Juni: Der 12. Deutsche Jugendhilfetag findet in Osnabrück statt.[25]
- 28. Juli: Das das dahin als  Piepenbrock-Stadion betitelte Stadion an der Bremer Brücke bekommt den Sponsornamen Osnatel-Arena.[26]
- 6. September: In Osnabrück wird das Konzept der Job-Messe erstmals in einer Veranstaltung durchgeführt.[27]
- 16. September: Die Kamp-Promenade wird eröffnet.
- 22./23. Oktober: In Osnabrück wird der 84. Bundestag des DFB abgehalten.
- 29.–31. Oktober: Bundesversammlung des Kolpingwerk in Osnabrück.[28]

## 2005

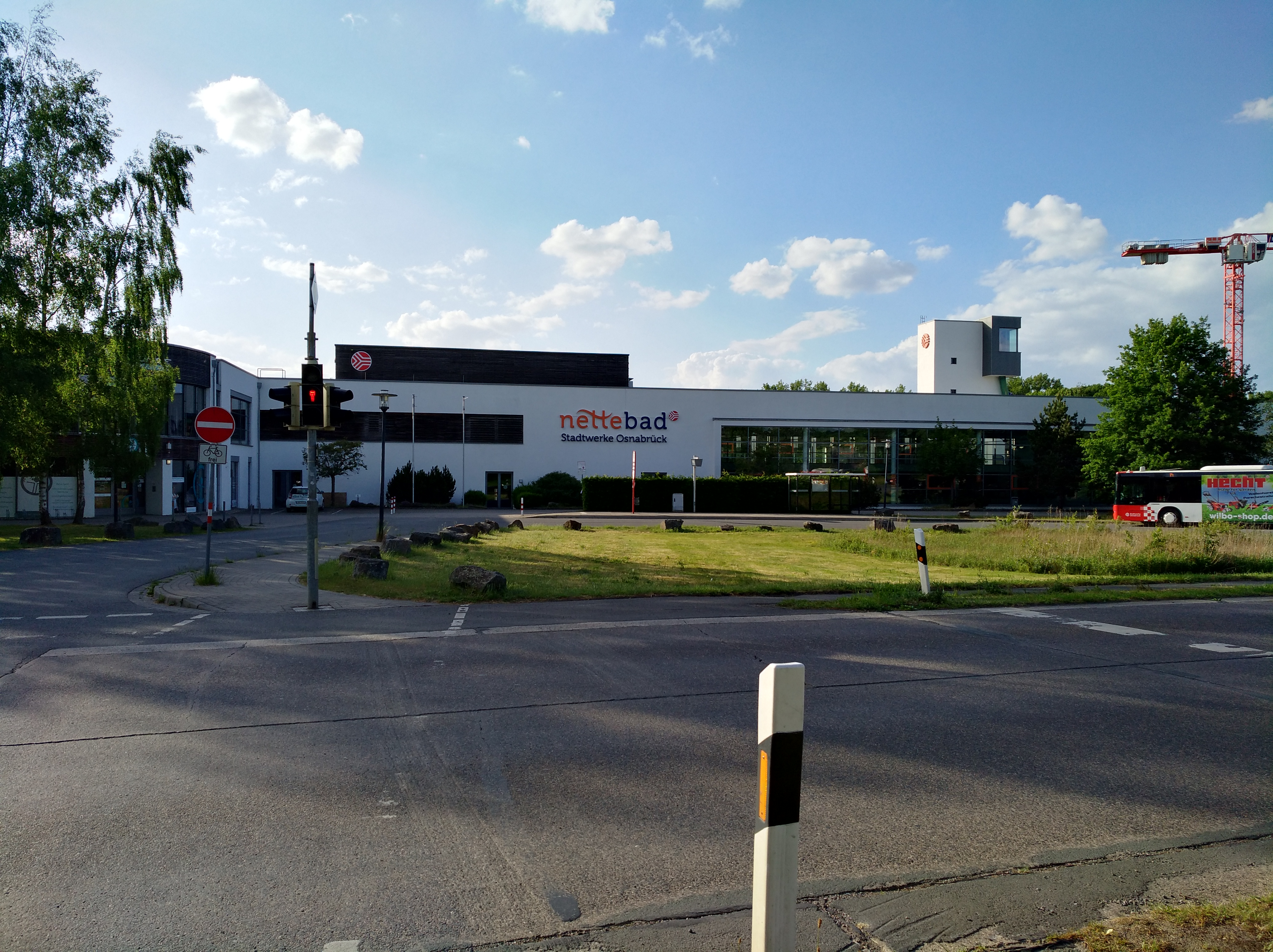
Das 2005 eröffnete Nettebad

- Februar: Mit dem Schuljahreswechsel schließt das Niedersachsenbad.[29]
- 18. März: Das neue Nettebad wird eröffnet.
- 12. Juni: Der reaktivierte Haller Willem nimmt wieder seinen Betrieb auf.
- 25. November: Starker Schneefall führt zum Münsterländer Schneechaos.
- 4. August: Der 36. Deutsche IKEA-Markt in Hellern wird eröffnet.[30]

## 2006
- Juni: Eine Osnabrücker Delegation reist in die Volksrepublik China nach Hefei und begründet dort die Städtepartnerschaft.[31]
- 15. Juni: Bis zum 18. Juni findet der 26. Hansetag der Neuzeit in Osnabrück statt.
- 7. November: Oberbürgermeister Hans-Jürgen Fip wird zum Ehrenbürger ernannt.

## 2007
- 15. November: Verlegung des ersten Stolpersteins durch Gunter Demnig in Osnabrück.
- 18. November: In der Nacht auf den 19. November wütet Orkan Kyrill auch über Osnabrück. Hier wirft er das Zelt des Russischen Staatszirkus um.

## 2008
- Osnabrück richtet als erste Stadt weltweit ein Solardachkataster ein.[32]
- 27. Januar: Entwidmung der Erlöserkirche.
- 2. April: Abiss der alten Nordtribüne im Stadion an der Bremer Brücke.
- 22. August: Die neue Nordtribüne und der Affenfelsen werden im Stadion an der Bremer Brücke erstmals genutzt.
- 9. Dezember: Der Rat beschließt die Einrichtung einer Umweltzone in Osnabrück.

## 2009
- Ab 2009 werden Busanhänger bei den Stadtwerken Osnabrück benutzt.
- 8. April: Karmann meldet Insolvenz an.
- 27. November: Die neue Brücke 79 (Römerbrücke) über den Stichkanal Osnabrück wird freigegeben.
- Dezember: Der Bahnhalt Hasetor wird in Osnabrück Altstadt umbenannt.
- Dezember: Das Ausgleichsamt Osnabrück wird zum Jahresende geschlossen. Dem Amt wurden 1982 die Verantwortung über dem Landkreis Osnabrück und die Grafschaft Bentheim zugeschlagen, 1992 kam noch das Emsland dazu. Die noch offenen Akten wurden an das Ausgleichsamt Hannover übertragen.[33]

## 2010

Umweltzone Osnabrück

- 4. Januar: Einrichtung der Umweltzone Osnabrück.
- 3. Februar: Einweihung der erweiterten Synagoge.
- 6. April: Der regelmäßige Einsatz von Busanhängern bei den Stadtwerksbussen beginnt.
- 9. Mai: Weihung der Kirche Mutter Gottes Maria, ehemals Erlöserkirche.
- 27.–30. Mai: Jahrestagung des PEN-Zentrum Deutschland in Osnabrück.[34]
- 27. August: Starkes Hochwasser der Hase und Nebenflüsse durch Tief Cathleen. Überschwemmungen in Teilen von Osnabrück.
- 3. Oktober: Der Platz vor dem Theater wird in Platz der Deutschen Einheit umbenannt.
- Die Agnes-Miegel-Realschule wird in Bertha-von-Suttner-Realschule umbenannt.

## 2011
- 20. März: Im Stadtteil Wüste wird der 180. Blindgänger in der Stadt seit dem Jahr 2000 entschärft.[35]
- April: Der Neumarkttunnel wird bis auf den östlichen Durchgang geschlossen.
- 6. Mai: Fertigstellung der zweiten Schellenbergbrücke.
- 1. Juli: Das Christliche Kinderhospital Osnabrück wird eröffnet.
- 10. September: Sprengstoffanschlag an der Bremer Brücke während des 3. Ligaspiels gegen Preußen Münster.
- Aufgabe der DWD-Wetterstation am Ziegenbrink.
- Die Gnadenkirche wird abgerissen.

## 2012
- 3. Januar: Nur noch Fahrzeuge mit der Grünen Plakette dürfen in die Umweltzone.
- 19. Januar: Der Ausschuss für Stadtentwicklung und Umwelt beschließt die Verfüllung des Neumarkttunnels.
- 25. September: Der Stadtrat rehabilitiert symbolisch alle Opfer der historischen Hexenprozesse in der Stadt Osnabrück.

## 2013
- Oktober: Der Piesberger Lückenschluss der Hafenbahn erfolgt. Nachdem 1946 die Gleise der Umgehungsbahn abgebaut wurden, können nun wieder Loks über eine 710 Meter lange Verbindung zwischen dem Hafen und der Piesberger Zechenbahn verkehren.[36]
- 7. Dezember: Die Raths-Apotheke an der Krahnstraße schließt 412 Jahre nach ihrer Eröffnung.[37]

## 2014
- 25. Mai: Bei der Bürgerbefragung sprechen sich 51,3 % der wahlberechtigten Osnabrücker gegen den Bau der Westumgehung aus.
- 2. Juni: Der Neumarkt ist erstmals aufgrund einer Baustelle für Pkw gesperrt.

## 2015
- 26. März: Als Teilnehmer der Osnabrücker Friedensgesprächs trägt sich Vitali Klitschko ins Goldene Buch der Stadt ein.[38]
- 13. Mai: Der VfL gewinnt in der Hänsch-Arena in Meppen mit einem 4:5 im Elfmeterschießen gegen den SV Meppen den Niedersachsenpokal 2014/15.
- 31. August: Coca Cola beendet die Abfüllung von Getränkeflaschen in Haste und legt das Werk still. Die Stilllegung des Werks wurde bereits am 8. Juli bekannt gegeben.[39]

## 2016
- 23. Februar: Das Wählerbündnis Bund Osnabrücker Bürger (BOB) wird gegründet.
- 21. April: Der Flagship-Store von Nordsee wird an der Großen Straße eröffnet.[40]
- 22. Juni: Ein Sondengänger entdeckt den Kupferhort von Lüstringen.
- November: Der Betondeckel der Straße Öwer de Hase wurde entfernt.
- 23. November: Letzte Schicht nach der Insolvenz bei der IAG Magnum. Der letzte Nachfolgebetrieb des Stahlwerks schließt endgültig.

## 2017
- 30. Mai: Der Rat beschließt drei historisch durch den Nationalsozialismus vorbelastete Straßennamen zu ändern. Der Heinrich-Röper-Weg wurde zur Färbergasse, die Carl-Diem-Straße wurde zu An der Moorweide und die Giesbert-Bergerhoff-Straße zur Frida-Schröer-Straße umbenannt.[41]

## 2019
- 8. April: Die Buslinie M1 nimmt als erste komplett mit Akkubussen betriebene Linie den Betrieb auf.
- 25. Juli: Heißester Tag seit Beginn der Wetteraufzeichnung in Osnabrück. Die Luftmessstation am Ziegenbrink registriert 39,6 °C.
- 8. Oktober: Die Stadtwerke Osnabrück stellen im Stadtgebiet den Bezug von L-Erdgas auf H-Erdgas um. Grund ist die nachlassende Innlandsförderung und vermehrter Zukauf auf dem Weltmarkt.[42]
- 18. Oktober: Die im Schwellenersatzträgerverfahren errichtete neue Eisenbahnbrücke wird über die Straße An der Petersburg in den Standbereich der Bahnstrecke Wanne-Eickel–Hamburg und des Haller Willem eingeschoben. Die neue Brücke in Stahlbetonbauweise ersetzte eine 1909 errichtete Stahlbrücke (Arbeitsname bei der Bahn: EÜ Klöntrupstraße).[43]

## 2020
- 12. März: Die Stadt gibt bekannt, dass aufgrund der Coronaviruspandemie dieses Jahr keine Maiwoche stattfindet.
- 13. März: Auch die Diskotheken der Stadt wie das Alando und der Hyde Park werden wegen der Coronaviruspandemie bis auf Weiteres geschlossen.
- 17. März: Alle öffentlichen Einrichtungen sowie viele Geschäfte mussten wegen der Coronapandemie vorübergehend schließen.
- 20. Juli: Großbrand im Fledder. Nachdem ein Feuer bei einem Autohändler ausgebrochen war, griff der Brand auf eine Firma für Reinigungsmittel über. Löschwasser gelangte über Regenwasserkanäle in die Hase und tötete dort zahlreiche Fische.[44]
- 15. August: Das Bild Trichterwolke über dem Stadtteil Haste erreicht deutschlandweites Aufsehen.[45]
- 2. September: Das Haus der Wohnungslosenhilfe des SKM wird in Bernhard-Schopmeyer-Haus umbenannt.[46]
- 23. November: Das alte Gefängnis am Kollegienwall wird geschlossen.[47]

## 2021
- April: In Osnabrück wird das Amt des Nachtbürgermeisters eingeführt.[48]
- 3. September: Die Kreuzung Martinistraße, Neuer Graben, Schlosswall, Heger-Tor-Wall wird in Helmut-Kohl-Platz umbenannt.[49]
- 26. September: Mit 56,09 % wird in einer Stichwahl Katharina Pötter (CDU) zur neuen Oberbürgermeisterin gewählt. Sie trat gegen Annette Niermann von den Grünen an, welche 43,91 % erzielte.[50]

## 2022
- 30. Juni: Verleihung der Ehrenbürgerwürde an den Bundespräsident a. D., ehemaliger niedersächsischer Ministerpräsident und langjähriger Osnabrücker Kommunalpolitiker Christian Wulff.[51]
- 16. Oktober: Das Mahnmal KZ auf Schienen von Volker-Johannes Trieb wird eingeweiht. Es erinnert an die 5. SS-Eisenbahnbaubrigade, welches als mobiles KZ in Osnabrück eingesetzt wurde.[52]

## 2023
- 1. Februar: Auf dem Schinkelberg wird das neue Trainingsgelände des VfL Osnabrück eingeweiht.[53]
- 25. März: Der Osnabrücker Bischof Franz-Josef Bode ist nach Annahme seines Rücktrittsersuchs durch Papst Franziskus aus dem Amt ausgeschieden. Weihbischof Johannes Wübbe wird in der Zeit der Sedisvakanz zuständiger Diözesanadministrator.[54]
- 27. Mai: Im letzten Spiel der 3. Fußball-Liga 2022/23 gewinnt der VfL Osnabrück zu Hause an der Bremer Brücke das Spiel gegen Borussia Dortmund II mit 2:1 und steigt damit in die 2. Fußball-Bundesliga auf.[55]
- 21. Oktober: Das Stellwerk „Of“ am Hauptbahnhof geht außer Betrieb. Es wurde durch die neuen elektronische Stellwerke „HOOX“ und „HOUX“ am Klushügel ersetzt.[56]

## 2024
- 27. Januar: Im Schlossgarten findet eine der bundesweiten Demonstrationen gegen die AfD statt. Mehr als 25.000 Menschen nehmen daran teil. Als Redner sind die DGB-Vorsitzende Yasmin Fahimi und Verteidigungsminister Boris Pistorius anwesend.
- 27. Januar: Bei dem am selben Tag stattfinden Ligaspiel des VfL an der Bremer Brücke wird von der Fanszene der Befreiung des Konzentrationslager Auschwitz gedacht. Die Aktion an der Bremer Brücke war eine Fortsetzung der im Schlossgarten stattfindenden Demonstrationen.
- 18. April: Das Coppenrath Innovation Centre wird im Lokschuppen des alten Güterbahnhofs eröffnet.[57]
- 21. Mai: Die Arbeiten zur Vertiefung des Stichkanals im Bereich des Hafens von 3 Meter auf 3,25 Meter beginnen. Durch die Vertiefung steigt die Ladekapazität der Binnenschiffe um bis zu 300 Tonnen.[58]
- 20. September: Wegen akuter Einsturzgefahr wird die Humboldtbrücke am Hauptbahnhof zum Teil abgerissen.
- 17. November: Für eine der größten deutschen Bombenräumungen der deutschen Nachkriegsgeschichte mussten 14.000 Menschen für 15 Stunden ihre Wohnungen verlassen. Auf dem zum Lokviertel im Umbau befindlichen ehemaligen Güterbahnhof wurden sieben Fliegerbomben entschärft.[59]